# Mark Hobden
Mark Hobden fue un oficial de la Royal Air Force (Real Fuerza Aérea - RAF) que propuso el establecimiento de la denominada Línea Verde de Nicosia en el año 1963.
- Se incorporó a la RAF en el año 1930 como artillero de superficie.

- En marzo de 1942, es integrante del No 2871 Squadron (Escuadrón 2871) en el rol de apoyo ligero antiaéreo dentro del Second Tactical Air Force (Fuerza Aérea Táctica 2 - 2 TAF).

- En 1944 es designado comandante del No 2726 Squadron (Escuadrón 2726), dando protección al aeródromo de la RAF de Eindhoven. Su escuadrón, siguió el avance aliado hasta Lubeck.

- Una vez terminada la guerra sirvió en Irak y en la zona del canal.

- En 1951 asumió el comando del Light Anti-Aircraft Squadron (Escuadrón de Defensa Antiaérea Ligera - LAA). Posteriormente sirvió en el RAF Regiment Depot (Regimiento Depósito de la RAF) de Catterick y comandó otro LAA Squadron para la defensa del aeródromos de Oldenburg, al norte de Alemania.

- En 1963, como comandante del No 3 Wing, RAF Regiment (Ala 3 del Regimiento de la RAF) de Akrotiri, tuvo activa participación en la estabilización de Nicosia. Para ello estableció su puesto comando en el Ledra Palace Hotel. Eso lo hizo merecedor de la condecoración OBE.

- En 1966 fue destacado jefe del ala de seguridad de Khormaksar (Aden).

- En julio de 1972 se retiró teniendo su último destino en el Ministerio de Defensa británico.